# Alcanó
Alcanó és un municipi de la comarca del Segrià.
Alcanó era un aduar àrab. El poble, amb preteses reminiscències mossàrabs, potser influint-hi el mateix nom, és de suposar que data del segle VII (any 718).
Com a lloc és reconegut per primera vegada al segle xii, quan el comte de Barcelona, Ramon Berenguer IV conquerí junt amb els seus cavallers la ciutat de Lleida.
El diccionari Moll (Palma, 1968, segona edició), manifesta respecte a l'etimologia d'Alcanó que és desconeguda, i coincidix amb Joan Coromines en la proposta d'una etimologia aràbiga: «Probablement de kānûn 'forn, fogó, fogar'».

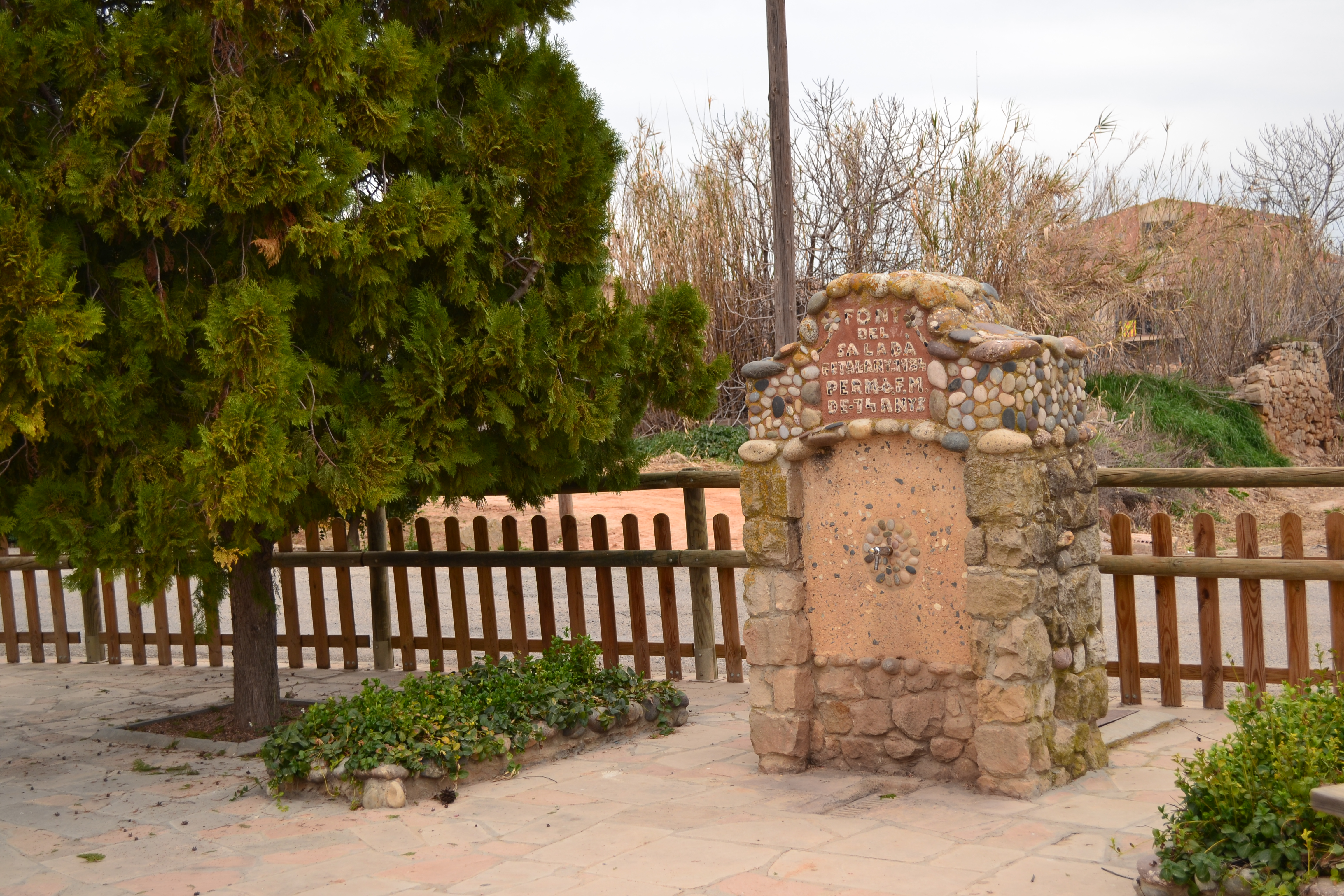
Font del Saladà

## Geografia
- Llista de topònims d'Alcanó (Orografia: muntanyes, serres, collades, indrets..; hidrografia: rius, fonts...; edificis: cases, masies, esglésies, etc).

## Història
És de suposar que donades les contínues lluites durant la Reconquesta, entre els comtes de Barcelona, junt amb els comtes d'Urgell i altres nobles cristians, i l'emir sarraí de Lleida, Almira Almionez, que tenia el seu baluard al Castell de Siurana, fos terra de moltes lluites, essent frontera de les Garrigues i les terres del Pla de Lleida (Segrià, segle xiii). Potser d'aquí vingué la llegenda que dona nom a Alcanó, que amb les contínues lluites, els cristians, una vegada conquerit l'aduar, hi bastissin un canó «llança pedres» contra els àrabs que venien de Lleida i d'aquí el crit «Al canó»; la qual cosa no ha estat però ratificada amb cap escrit fidedigne.
En una escriptura del 1267 es parla «d'Alcanó de la Frontera», nom que conservaria tal vegada per trobar-se a l'extrem del «valiat» de Lleida, en temps dels «alavarts».
Alcanó encara conserva, si bé que desfigurat, l'edifici medieval de l'antiga almúnia (Lo castell), un edifici a quatre vents de pedra escairada, amb finestres gòtiques avui dia desaparegudes, i pertanyent a tres diferents famílies de la vila.
És a partir del segle xii, quan Ramon Berenguer IV reparteix tots els seus béns conquerits als cavallers de la noblesa i ordes religiosos, entre els quals destaca el dels Templers, amb el gran mestre Guillem de Montcada. És al començament del segle xiii, l'any 1203, quan el poble és reconegut per primera vegada com a lloc cristià, en un cens que feren els canonges regulars de Sant Ruf, pel Palau reial de la Suda de Lleida, que els havia donat el rei Pere, i a canvi d'això obtingueren unes hortes en aquest poble per bastir-hi una església. Fou positiu que el comte Ramon Berenguer IV (s. XII) concedís l'almúnia o granja d'Alcanó als canonges regulars de Sant Ruf, ja que després reberen cartes dels reis Alfons el Cast i Pere el Catòlic, encoratjant-los a repoblar el terme.
Aquell mateix any de 1203, el 4 de novembre, el bisbe Gombau de Camporrells donà l'autorització definitiva per construir-hi una església, que elevà a categoria parroquial amb dret a rebre delmes i franqueses dels seus feligresos. La primitiva església fou construïda davant del Castell, que era dels senyors del Poble, és a dir, de l'il·lustre Capítol de la Catedral de Lleida. Però fins al segle xvi el capellà no tingué títol de «rector». Per tradició oral, se sap que aquesta primitiva església era en el lloc de la casa coneguda actualment com «Cal Mingo o antic cafè».

28 anys després d'estar edificada la primitiva església, per testament obrat el 23 de febrer del 1282, per Guillem Hug de Tolosa (mercader d'origen tolosà establert a Lleida, casat amb Ramona, que guanyà una gran fortuna dedicant-se al negoci del préstec de diners), llegava al seu fill Guillem el Castell d'Alcanó amb les seves pertinences. L'esmentat Hug de Tolosa deixà però una part del castell d'Alcanó a l'Orde del Temple. En el testament disposà: 
Et decima tota de termine predicati cestri mei d'Alcanó, revertatut pro salute anima mea priori et frativus domos Scala Dei que ets montaines de Ciurana constitute sirve construta si filïi mei predicat sine legitima prole ovierint. 
La darrera implica al seu fill Guillem i la seva filla Guillermina, la qual estava casada llavors amb Bernat de Terrascó i anys després, el 1250, era muller d'Arnau d'Artesa i heretà el Castell de Torres de Segre (segle xiv).
En 1358 apareix com a senyor dels llocs de Sunyer, de Vimfaro, d'Alcanó i de Cabases, el ciutadà de Lleida «Iohanis de Cumbis».
En el fogatjament de 1365, hi figura l'assentament d'Alcanó, i el seu propietari Joan Barriac, ciutadà de Lleida, amb 25 focs i que és a la vegueria de Lleida. En el 1381, ja mort Joan Barriac, tornar a ser del mateix Joan Sescomes (Iohanis de Cumbis). Els seus hereus són consignats com a senyors d'Alcanó, Sunyer i Tabac.
Tornem a apreciar posteriorment el domini eclesiàstic sobre Alcanó, car en les Actes Capitulars de la Catedral de Lleida, des del 1450 al 1490, els canonges parlen del seu Castell d'Alcanó, senyoriu que posseïren fins a l'extinció dels senyorius. Així, al segle xviii, Alcanó hi apareix essent del Capítol de la Seu d'Urgell.
És en el segle xviii, l'any 1752, quan el 29 de juny, diada de la festivitat de Sant Pere i Sant Pau, fou treta a pública subhasta l'actual església. L'obra fou adjudicada als constructors de Lleida Agustí Biscarri, Miquel Batiste i Josep Miquel, pel preu de 4.200 lliures, moneda de Barcelona i que l'any 1921 fou valorat amb 11.200 pessetes moneda d'or, incloent-hi tot el material de l'antiga església, prestacions de tot el veïnat i pagament per les 27 famílies que eren les que feien el poble, i a qui s'hi imposà el 20 per cent de tots els productes (la memòria d'on és extret aquest resum no fa en cap moment menció dels anys que es trigà a pagar-ho).
La primera pedra fou col·locada el 23 d'agost de 1752, essent rector de l'església Mn. Joan Ribes i Miret, nat a Torres de Segre, i que visqué al poble durant 40 anys, vicari general el Doctor Pere Bean, i bisbe de Lleida en Gregori Galindo.
Fou beneïda un cop acabades les obres, el dia 3 de febrer de 1758 (Festa de Sant Blai). Per la qual cosa i amb bon sentit declaraven Patró de la parròquia a Sant Pere Apòstol, també la Festa major el 3 de febrer diada de Sant Blai. (Aquest extracte és tret d'una memòria feta per Mossèn Sebastià Masip).
El mateix dia de Sant Blai fou beneït tocant mateix a l'església el cementiri vell; i el nou i actual ho va ésser l'any 1842 per Don Antoni Fontan, rector de la parròquia i que morí a Barcelona essent canonge de la Santa Església Catedral.
L'any 1835, amb motiu de la implantació del nou dret constitucional, el poble fou regit per Ajuntament propi i l'any 1851-52 amb virtut del Concordat Nacional entre la Santa Seu i la Corona d'Espanya foren venudes les terres a particulars.

El diccionari de Madoz (Madrid, 1846, primera edició) indica sobre Alcanó: 
Es uno de los pueblos que componen el territorio de les Garrigues. Tiene 45 casas de mediana construcción, distribuidas en varias calles espaciosas y cómodas; entre aquellas hay un edificio cuya solidez y fábrica de sideria, denotan haber sido un fuerte en los tiempos antiguos. 
Sense cap mena de dubte fa referència a l'edifici anomenat «Lo Castell», i que avui ocupa la part central del poble, i on encara es pot veure el «born», que és la part on es feia la càrrega i la descàrrega dels delmes, i una finestra escairada d'un estil gòtic senzill. És a dir, que Lo Castell era on l'administrador del capítol de la Catedral de Lleida cobrava els impostos, fins que foren abolits els drets feudals.

## Símbols
L'escut d'Alcanó es defineix pel següent blasonament:
Escut caironat: de sinople, una colobrina d'or. Per timbre una corona mural de poble.
Fou aprovat el 17 d'agost de 1993.

La bandera d'Alcanó té la següent descripció:
Bandera apaïsada, de proporcions dos d'alt per tres de llarg, verd fosc, amb la colobrina groga de l'escut de gruix 1/4 de l'alçària del drap i llargària 15/24 de la del mateix drap, posada horitzontalment amb la boca al costat de l'asta, al centre.
Fou aprovada el 7 de març de 2006.

## Economia
L'activitat econòmica principal d'Alcanó és l'agricultura, especialment els conreus de secà. Hi destaquen els cultius d'ametlles, de vi, d'ordi i, sobretot, d'oli, dins de la Denominació d'Origen de Les Garrigues.
| Sectors econòmics                                        | Alcanó | Segrià    | Catalunya  |
| Superfície agrícola utilitzada (SAU). Hectàrees. 2009    |        |           |            |
| Terres llaurades                                         | 1.483  | 85.018    | 792.425    |
| Pastures permanents                                      | 67     | 8.638     | 355.107    |
| Total                                                    | 1.550  | 93.656    | 1.147.532  |
| Terres llaurades. Per tipus de conreu. Hectàrees. 2009   |        |           |            |
| Herbacis                                                 | 372    | 42.846    | 511.150    |
| Fruiters                                                 | 356    | 28.459    | 110.819    |
| Olivera                                                  | 756    | 11.229    | 101.236    |
| Vinya                                                    | 0      | 2.228     | 61.391     |
| Altres                                                   | 0      | 256       | 7.829      |
| Total                                                    | 1.483  | 85.018    | 792.425    |
| Explotacions agràries. Segons tinença de terres. 2009    |        |           |            |
| Sense terres                                             | 0      | 171       | 1.519      |
| Amb terres                                               | 63     | 5.803     | 59.320     |
| Total                                                    | 63     | 5.974     | 60.839     |
| Explotacions agràries. Segons tinença de ramaderia. 2009 |        |           |            |
| Sense ramaderia                                          | 59     | 4.852     | 47.172     |
| Amb ramaderia                                            | 4      | 1.122     | 13.667     |
| Total                                                    | 63     | 5.974     | 60.839     |
| Caps de bestiar. Per espècies. 2009                      |        |           |            |
| Bovins                                                   | 96     | 59.113    | 544.135    |
| Ovins                                                    | 0      | 40.046    | 600.082    |
| Cabrum                                                   | 0      | 2.441     | 71.748     |
| Porcins                                                  | 0      | 943.807   | 6.742.638  |
| Aviram                                                   | 37.000 | 3.570.783 | 43.890.563 |
| Conilles mares                                           | 0      | 16.964    | 335.054    |
| Equins                                                   | 0      | 216       | 19.352     |

## Demografia
| 1497 f | 1515 f | 1553 f | 1717 | 1787 | 1857 | 1877 | 1887 | 1900 | 1910 |
| ------ | ------ | ------ | ---- | ---- | ---- | ---- | ---- | ---- | ---- |
| 24     | 31     | 23     | 54   | 242  | 359  | 392  | 364  | 357  | 463  |

| 1920 | 1930 | 1940 | 1950 | 1960 | 1970 | 1981 | 1990 | 1992 | 1994 |
| ---- | ---- | ---- | ---- | ---- | ---- | ---- | ---- | ---- | ---- |
| 469  | 407  | 408  | 402  | 377  | 333  | 306  | 291  | 282  | 282  |

| 1996 | 1998 | 2000 | 2002 | 2004 | 2006 | 2008 | 2010 | 2012 | 2014 |
| ---- | ---- | ---- | ---- | ---- | ---- | ---- | ---- | ---- | ---- |
| 266  | 272  | 259  | 256  | 254  | 253  | 244  | 235  | 237  | 242  |

| 2016 | 2018 | 2020 | 2022 | 2024 | 2026 | 2028 | 2030 | 2032 | 2034 |
| ---- | ---- | ---- | ---- | ---- | ---- | ---- | ---- | ---- | ---- |
| 249  | 232  | 238  | 240  | 239  | -    | -    | -    | -    | -    |